# Melitaea posttarlonia
Melitaea posttarlonia är en fjärilsart som beskrevs av Ruggero Verity 1950. Melitaea posttarlonia ingår i släktet Melitaea och familjen praktfjärilar. Inga underarter finns listade i Catalogue of Life.